# Wyścig Francji WTCC 2014
Wyścig Francji WTCC 2014 – druga runda World Touring Car Championship w sezonie 2014. Rozegrała się w dniach 18-20 kwietnia 2015 w Le Castellet na torze Circuit Paul Ricard.

## Lista startowa
| Nr | Kierowca             | Zespół                               | Samochód                | Opony |
| -- | -------------------- | ------------------------------------ | ----------------------- | ----- |
| 1  | Yvan Muller          | Citroën Total WTCC                   | Citroën C-Elysée WTCC   | Y     |
| 2  | Gabriele Tarquini    | Castrol Honda World Touring Car Team | Honda Civic WTCC        | Y     |
| 3  | Tom Chilton          | ROAL Motorsport                      | Chevrolet RML Cruze TC1 | Y     |
| 4  | Tom Coronel          | ROAL Motorsport                      | Chevrolet RML Cruze TC1 | Y     |
| 5  | Norbert Michelisz    | Zengő Motorsport                     | Honda Civic WTCC        | Y     |
| 6  | Franz Engstler       | Liqui Moly Team Engstler             | BMW 320 TC              | Y     |
| 7  | Hugo Valente         | Campos Racing                        | Chevrolet RML Cruze TC1 | Y     |
| 8  | Pasquale Di Sabatino | Liqui Moly Team Engstler             | BMW 320 TC              | Y     |
| 9  | Sébastien Loeb       | Citroën Total WTCC                   | Citroën C-Elysée WTCC   | Y     |
| 10 | Gianni Morbidelli    | ALL–INKL.COM Münnich Motorsport      | Chevrolet RML Cruze TC1 | Y     |
| 11 | James Thompson       | Lada Sport Lukoil                    | Łada Granta 1.6T        | Y     |
| 12 | Robert Huff          | Lada Sport Lukoil                    | Łada Granta 1.6T        | Y     |
| 14 | Michaił Kozłowski    | Lada Sport Lukoil                    | Łada Granta 1.6T        | Y     |
| 18 | Tiago Monteiro       | Castrol Honda World Touring Car Team | Honda Civic WTCC        | Y     |
| 25 | Mehdi Bennani        | Proteam Racing                       | Honda Civic WTCC        | Y     |
| 27 | John Filippi         | Campos Racing                        | SEAT León WTCC          | Y     |
| 37 | José María López     | Citroën Total WTCC                   | Citroën C-Elysée WTCC   | Y     |
| 77 | René Münnich         | ALL–INKL.COM Münnich Motorsport      | Chevrolet RML Cruze TC1 | Y     |
| 98 | Dušan Borković       | NIS Petrol by Campos Racing          | Chevrolet RML Cruze TC1 | Y     |
| Nr | Kierowca             | Zespół                               | Samochód                | Opony |

## Wyniki

### I Sesja treningowa
| Nr | Kierowca       | Konstruktor        | Czas     | Okr. |
| -- | -------------- | ------------------ | -------- | ---- |
| 9  | Sébastien Loeb | Citroën Total WTCC | 1:30,891 | 3    |

### II Sesja treningowa
| Nr | Kierowca     | Konstruktor   | Czas     | Okr. |
| -- | ------------ | ------------- | -------- | ---- |
| 7  | Hugo Valente | Campos Racing | 1:30,673 | 10   |

### Kwalifikacje
Źródło: fiawtcc.com
| Poz. | Nr | Kierowca             | Konstruktor                 | Q1       | Q2       | Q3       | Poz. s. |
| --- | --- | -------------------- | --------------------------- | -------- | -------- | -------- | ------- |
| 1 | 1 | Yvan Muller          | Citroën Total WTCC          | 1:30,269 | 1:29,566 | 1:29,857 | 1       |
| 2 | 2 | Gabriele Tarquini    | Castrol Honda WTCC          | 1:31,198 | 1:30,741 | 1:30,808 | 2       |
| 3 | 7 | Hugo Valente         | Campos Racing               | 1:30,644 | 1:30,451 | 1:31,139 | 3       |
| 4 | 5 | Norbert Michelisz    | Zengő Motorsport            | 1:31,110 | 1:30,751 | –        | 4       |
| 5 | 3 | Tom Chilton          | ROAL Motorsport             | 1:30,932 | 1:30,897 | –        | 5       |
| 6 | 98 | Dušan Borković       | NIS Petrol by Campos Racing | 1:31,568 | 1:31,099 | –        | 6       |
| 7 | 10 | Gianni Morbidelli    | Münnich Motorsport          | 1:31,042 | 1:31,207 | –        | 7       |
| 8 | 18 | Tiago Monteiro       | Castrol Honda WTCC          | 1:31,693 | 1:31,224 | –        | 8       |
| 9 | 77 | René Münnich         | Münnich Motorsport          | 1:31,239 | 1:31,345 | –        | 9       |
| 10 | 25 | Mehdi Bennani        | Proteam Racing              | 1:31,487 | 1:32,458 | –        | 13      |
| 11 | 12 | Robert Huff          | Lada Sport Lukoil           | 1:32,142 | –        | –        | 10      |
| 12 | 11 | James Thompson       | Lada Sport Lukoil           | 1:33,162 | –        | –        | 11      |
| 13 | 14 | Michaił Kozłowski    | Lada Sport Lukoil           | 1:34,210 | –        | –        | 12      |
| 14 | 27 | John Filippi         | Campos Racing               | 1:35,972 | –        | –        | 14      |
| 15 | 6 | Franz Engstler       | Liqui Moly Team Engstler    | 1:36,022 | –        | –        | 15      |
| 16 | 8 | Pasquale Di Sabatino | Liqui Moly Team Engstler    | 1:36,083 | –        | –        | 16      |
| Zdyskwalifikowani | |                      |                             |          |          |          |         |
| | 9 | Sébastien Loeb       | Citroën Total WTCC          | 1:30,369 | 1:29,638 | 1:29,527 | 17      |
| | 37 | José María López     | Citroën Total WTCC          | 1:30,782 | 1:29,655 | 1:29,619 | 18      |
| Poz. | Nr | Kierowca             | Konstruktor                 | Q1       | Q2       | Q3       | Poz. s. |
| \| Legenda \| Legenda \| \| ------------------------ \| ---------------------------------------------------------------------------------------------------------------------------------------------------------------------------------------------------------------------------------------------------------------- \| \| Poz. Nr Q1 Q2 Q3 Poz. s. \| Pozycja zajęta w sesji kwalifikacyjnej Numer startowy kierowcy Wynik uzyskany w pierwszej części kwalifikacji Wynik uzyskany w drugiej części kwalifikacji Wynik uzyskany w trzeciej części kwalifikacji Pozycja startowa po uwzględnięniu kar, przesunięć, itp. \| | |                      |                             |          |          |          |         |
| Legenda | |                      |                             |          |          |          |         |
| Poz. Nr Q1 Q2 Q3 Poz. s. | Pozycja zajęta w sesji kwalifikacyjnej Numer startowy kierowcy Wynik uzyskany w pierwszej części kwalifikacji Wynik uzyskany w drugiej części kwalifikacji Wynik uzyskany w trzeciej części kwalifikacji Pozycja startowa po uwzględnięniu kar, przesunięć, itp. |                      |                             |          |          |          |         |

### Wyścig 1

#### Wyścig
Źródło: Wyprzedź Mnie!
| P  | + / –     | Nr | Kierowca             | Konstruktor                 | Okr. | Czas / Strata | Komentarz |
| -- | --------- | -- | -------------------- | --------------------------- | ---- | ------------- | --------- |
| 1  | Bez zmian | 1  | Yvan Muller          | Citroën Total WTCC          | 16   | 27:58,347     |           |
| 2  | 15        | 9  | Sébastien Loeb       | Citroën Total WTCC          | 16   | +0:12,727     |           |
| 3  | 1         | 2  | Gabriele Tarquini    | Castrol Honda WTCC          | 16   | +0:15,026     |           |
| 4  | 14        | 37 | José María López     | Citroën Total WTCC          | 16   | +0:18,663     |           |
| 5  | 5         | 12 | Robert Huff          | Lada Sport Lukoil           | 16   | +0:31,393     |           |
| 6  | 3         | 7  | Hugo Valente         | Campos Racing               | 16   | +0:34,415     |           |
| 7  | 3         | 5  | Norbert Michelisz    | Zengő Motorsport            | 16   | +0:34,896     |           |
| 8  | Bez zmian | 18 | Tiago Monteiro       | Castrol Honda WTCC          | 16   | +0:37,918     |           |
| 9  | 4         | 3  | Tom Chilton          | ROAL Motorsport             | 16   | +0:41,014     |           |
| 10 | 1         | 11 | James Thompson       | Lada Sport Lukoil           | 16   | +0:45,739     |           |
| 11 | 4         | 10 | Gianni Morbidelli    | Münnich Motorsport          | 16   | +0:48,720     |           |
| 12 | 3         | 77 | René Münnich         | Münnich Motorsport          | 16   | +0:49,234     |           |
| 13 | Bez zmian | 25 | Mehdi Bennani        | Proteam Racing              | 16   | +0:57,136     |           |
| 14 | 8         | 98 | Dušan Borković       | NIS Petrol by Campos Racing | 16   | +1:02,522     |           |
| 15 | 3         | 14 | Michaił Kozłowski    | Lada Sport Lukoil           | 16   | +1:05,813     |           |
| 16 | 1         | 6  | Franz Engstler       | Liqui Moly Team Engstler    | 16   | +1:46,587     |           |
| 17 | 1         | 8  | Pasquale Di Sabatino | Liqui Moly Team Engstler    | 15   | +1 okr        |           |
| 18 | 4         | 27 | John Filippi         | Campos Racing               | 15   | +1 okr        |           |
| P  | + / –     | Nr | Kierowca             | Konstruktor                 | Okr. | Czas / Strata | Komentarz |

#### Najszybsze okrążenie
| Nr | Kierowca    | Konstruktor        | Czas     | Okr. |
| -- | ----------- | ------------------ | -------- | ---- |
| 1  | Yvan Muller | Citroën Total WTCC | 1:43,675 | 13   |

#### Prowadzenie w wyścigu
| Nr                              | Kierowca          | Okrążenia | Suma |
| ------------------------------- | ----------------- | --------- | ---- |
| 1                               | Yvan Muller       | 1, 2-16   | 14   |
| 2                               | Gabriele Tarquini | 1-2       | 2    |
| \| Wykres \| \| ------ \| \| \| |                   |           |      |
| Wykres                          |                   |           |      |
|                                 |                   |           |      |

### Wyścig 2

#### Wyścig
Źródło: Wyprzedź Mnie!
| P                 | + / –     | Nr | Kierowca             | Konstruktor                 | Okr. | Czas / Strata | Komentarz |
| ----------------- | --------- | -- | -------------------- | --------------------------- | ---- | ------------- | --------- |
| 1                 | 17        | 37 | José María López     | Citroën Total WTCC          | 18   | 30:24,551     |           |
| 2                 | 8         | 1  | Yvan Muller          | Citroën Total WTCC          | 18   | +0:01,886     |           |
| 3                 | Bez zmian | 18 | Tiago Monteiro       | Castrol Honda WTCC          | 18   | +0:07,994     |           |
| 4                 | 5         | 2  | Gabriele Tarquini    | Castrol Honda WTCC          | 18   | +0:08,459     |           |
| 5                 | 4         | 25 | Mehdi Bennani        | Proteam Racing              | 18   | +0:17,407     |           |
| 6                 | 11        | 9  | Sébastien Loeb       | Citroën Total WTCC          | 18   | +0:17,924     |           |
| 7                 | 2         | 98 | Dušan Borković       | NIS Petrol by Campos Racing | 18   | +0:18,592     |           |
| 8                 | 1         | 5  | Norbert Michelisz    | Zengő Motorsport            | 18   | +0:18,927     |           |
| 9                 | 5         | 10 | Gianni Morbidelli    | Münnich Motorsport          | 18   | +0:20,531     |           |
| 10                | 2         | 7  | Hugo Valente         | Campos Racing               | 18   | +0:21,787     |           |
| 11                | Bez zmian | 12 | Robert Huff          | Lada Sport Lukoil           | 18   | +0:22,216     |           |
| 12                | 10        | 77 | René Münnich         | Münnich Motorsport          | 18   | +0:23,391     |           |
| 13                | 1         | 11 | James Thompson       | Lada Sport Lukoil           | 18   | +0:25,800     |           |
| 14                | 1         | 14 | Michaił Kozłowski    | Lada Sport Lukoil           | 18   | +0:26,475     |           |
| 15                | 9         | 3  | Tom Chilton          | ROAL Motorsport             | 18   | +0:41,250     |           |
| 16                | 1         | 6  | Franz Engstler       | Liqui Moly Team Engstler    | 18   | +0:44,222     |           |
| 17                | 1         | 8  | Pasquale Di Sabatino | Liqui Moly Team Engstler    | 18   | +0:46,048     |           |
| Niesklasyfikowani |           |    |                      |                             |      |               |           |
|                   |           | 27 | John Filippi         | Campos Racing               | 9    |               |           |
| P                 | + / –     | Nr | Kierowca             | Konstruktor                 | Okr. | Czas / Strata | Komentarz |

#### Najszybsze okrążenie
| Nr | Kierowca         | Konstruktor        | Czas     | Okr. |
| -- | ---------------- | ------------------ | -------- | ---- |
| 37 | José María López | Citroën Total WTCC | 1:31,468 | 15   |

#### Prowadzenie w wyścigu
| Nr                              | Kierowca         | Okrążenia | Suma |
| ------------------------------- | ---------------- | --------- | ---- |
| 18                              | Tiago Monteiro   | 1-13      | 13   |
| 37                              | José María López | 13-18     | 5    |
| \| Wykres \| \| ------ \| \| \| |                  |           |      |
| Wykres                          |                  |           |      |
|                                 |                  |           |      |